# Tinodes vristchika
Tinodes vristchika är en nattsländeart som beskrevs av Schmid 1972. Tinodes vristchika ingår i släktet Tinodes och familjen tunnelnattsländor. Inga underarter finns listade i Catalogue of Life.